# Taiyō no nai Machi
La calle sin sol (en japonés: 太陽のない街, romanizado: Taiyō no nai Machi) es una novela japonesa de Sunao Tokunaga. Se publicó por primera vez en forma serializada en la revista literaria Senki entre junio y noviembre de 1929 y fue adaptada al cine en 1953 por el director Satsuo Yamamoto.

## Antecedentes
La novela se inspiró en parte en las experiencias de Tokunaga cuando fue despedido de su trabajo en una imprenta después de su participación en una huelga laboral en 1926. Comenzó a escribir la novela en 1928.
Fusao Hayashi presentó diferentes relatos sobre los orígenes de la obra en sus memorias de 1955 y el propio Tokunaga en un ensayo de 1930. Sin embargo, el historiador literario Donald Keene da más credibilidad al relato de Hayashi, que se presenta a continuación.
En la primavera de 1929, Tokunaga le presentó un manuscrito temprano a Hayashi, un conocido que estaba encantado de ayudar en la carrera de escritor de un autor verdaderamente de clase trabajadora. Hayashi estaba preocupado por el estilo de escritura de la obra, que se parecía al de una revista popular, pero Tokunaga respondió con la preocupación de que los lectores proletarios serían incapaces de entender una obra escrita en un estilo más literario. No obstante, Hayashi sugirió a Tokunaga que reescribiera el libro, además le prestó una copia de una traducción en japonés de la novela Cemento del escritor soviético Fiódor Gladkov de 1925 y le recomendó que siguiera el estilo de escritura de Gladkov. Tokunaga admitió a Hayashi unos días después que había leído Cemento pero que no sería capaz de imitar el estilo de Gladkov. Hayashi se ofreció a reescribir la introducción para proporcionarle a Tokunaga un modelo, y luego reescribió por completo las primeras diez páginas y revisó en profundidad el resto. Después de que Tokunaga le presentó el trabajo completo a Hayashi, este lo recomendó a los editores de la revista literaria Senki.

## Recepción

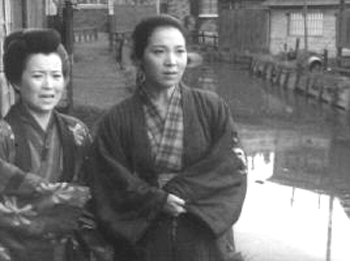
Una escena de la película La calle sin sol (1953) basada en el libro del mismo título de Sunao Tokunaga

Taiyō no nai Machi fue bien recibido en su publicación inicial, vendiéndose 40 000 copias y convirtiendo a Tokunaga en el primer escritor del movimiento proletario cuyo libro tuvo tanto éxito que le permitió construir una casa con las ganancias. El escritor proletario contemporáneo Shigeharu Nakano elogió la obra como una rara novela bien escrita por un miembro de la clase trabajadora.
Keene calificó la obra de Tokunaga como «su obra más importante». Si bien observó que el trabajo ha sido aclamado por la crítica, El propio Keene lo descarta como «una novela no muy buena» debido a que confía en «tipos estándar» de personajes colocados en «situaciones inverosímiles y melodramáticas».
La obra fue traducida al alemán en 1930 y al ruso en 1932, posteriormente apareció en varios otros idiomas europeos. En 1953 el director japonés Satsuo Yamamoto adaptó la novela al cine.